# 曹綺文
曹綺文（1918年—1948年11月20日），籍貫：廣東省台山縣，曾經為小學教師，後來加盟趙樹燊先生的「大觀聲片公司」，銀幕處女作為《大傻出城》（1935年）。 
1939年赴美國伊利諾州芝加哥演出時，在宴會上認識美國華僑梅友卓。當時她是著名電影人關文清的太太，两人共同赴美。1941年他們在舊金山为大觀公司拍摄了《金门女》一片，曹綺文为女主角。关文清是编剧，还扮演曹绮文的父亲，影片由香港第一位女导演伍锦霞导演。
在太平洋戰爭後的1946年，與梅友卓在香港婚姻註冊署登記結婚，並在美國渡蜜月後回港，居住於九龍太子道362號四樓，與她的丈夫梅友卓合資經營自設攝影場的九龍城「友僑影業公司」及一間汽車入口商行。 1948年3月，隨有「美洲華僑國大代表」身份的丈夫梅友卓，到中華民國首都南京參加國民大會；她的胞兄曹達華亦是香港電影演員。 
1948年11月20日早上7時30分，因為過度疲勞引致惡性肺炎，在九龍聖德肋撒醫院（法國醫院）病逝，彌留時，丈夫梅友卓及曹達華均在她身旁，享齡30歲。遺作是《天下婦人心》（1948年，飾演郭慧珠），一生參演約廿多齣電影。1948年11月21日下午2時出殯，遺體在九龍聖德肋撒醫院（法國醫院）出發，安葬荃灣華人永遠墳場 。

## 參演電影
1935年
- 大傻出城

1936年
- 抵抗
- 山東響馬 飾 單小娟
- 風流小姐
- 血酒金錢
- 人言可畏

1937年
- 邊防血淚
- 夜明珠
- 如此人間 飾 李蘭
- 前進曲
- 西湖女

1938年
- 公敵
- 閻瑞生 飾 瑞生妻
- 血淚灑情天

1939年
- 金葉菊續集
- 脂粉將軍
- 杜十娘怒沉百寶箱
- 妓嫂墳

1941年
- 金門女 飾 女兒和長大的外孫女兩人

1948年
- 天下婦人心 飾 郭慧珠

1949年
- 生死纏綿 飾 鳳子

## 外部連結
- 香港電影資料館：曹綺文參演電影的記錄
- 香港影庫：曹綺文 （页面存档备份，存于）
- 曹綺文的聲音及粵曲照片片斷 （页面存档备份，存于）